# John Zacharias
John Zacharias (17 de agosto de 1917 - 26 de junio de 1998) fue un actor y realizador de nacionalidad sueca. 

## Biografía
Su nombre completo era John Leon Zacharias, y nació en Estocolmo, Suecia. Cursó estudios en la escuela teatral de Gösta Terserus en 1936–38 y en el Teatro Dramaten en 1938–40. Debutó como director en el Nya Teatern en 1942, y fue contratado como intendente del Stadsteater de Helsingborg en 1950. En 1953 llegó al Stadsteater de Norrköping-Linköping, el cual rigió hasta el año 1978. En dicho teatro llevó a cabo varias producciones musicales de éxito, entre ellas El violinista en el tejado. A partir de 1978 fue actor del Stadsteater de Estocolmo.
John Zacharias falleció en Estocolmo en el año 1998. Era hermano de Richard M. Zacharias, abogado, y primo de Gun Zacharias, economista y autora, que estuvo un tiempo casado con el actor Arne Ragneborn, con el cual tuvo a Ann Zacharias, también actriz.

## Premios
- 1993 : Litteris et artibus

## Filmografía (selección)

### Actor
- 1944 : Hets
- 1946 : Eviga länkar
- 1947 : Jag älskar dig, Karlsson!
- 1947 : Här kommer vi
- 1949 : Gatan
- 1949 : Människors rike
- 1964 : Svenska bilder
- 1973 : Makt på spel (TV)
- 1974 : Kvarteret Oron (TV)
- 1978 : Forskaren (TV)
- 1981 : Drottning Kristina (TV)
- 1982 : Skulden (TV)
- 1985 : En ros av kött (TV)
- 1985 : Mask of Murder
- 1986 : Amorosa
- 1985 : Nya Dagbladet (TV)
- 1986 : Kunglig toilette (TV)
- 1986 : Gösta Berlings saga (TV)
- 1986 : Prästkappan (TV)
- 1989 : Varuhuset (TV)
- 1991 : Riktiga män bär alltid slips
- 1991 : Tre kärlekar (TV)
- 1991 : Facklorna (TV)
- 1994 : År av drömmar (TV)

### Director
- 1947 : Jag älskar dig, Karlsson!
- 1947 : Här kommer vi
- 1953 : Käcka krabater

## Teatro

### Actor
- 1940 : Koppla av, de Moss Hart, dirección de Carlo Keil-Möller, Dramaten
- 1942 : Natten till den 17 januari, de Ayn Rand, dirección de Per-Axel Branner, Nya teatern[1]
- 1954 : Tjuvarnas bal, de Jean Anouilh, dirección de John Zacharias, Norrköping-Linköping stadsteater
- 1955 : Vår lilla stad, de Thornton Wilder, dirección de Ingrid Luterkort, Norrköping-Linköping stadsteater
- 1957 : Natten till den 17 januari, de Ayn Rand, dirección de John Zacharias, Norrköping-Linköping stadsteater
- 1959 : Den vackra mjölnarfrun, de Alejandro Casona, dirección de Sam Besekow, Norrköping-Linköping stadsteater
- 1963 : El sueño, de August Strindberg, dirección de Olof Molander, Norrköping-Linköping stadsteater
- 1968 : Biografi, de Max Frisch, dirección de Torsten Sjöholm, Norrköping-Linköping stadsteater
- 1969 : Emigranten från Brisbane, de Georges Schehadé, dirección de Bertil Norström, Norrköping-Linköping stadsteater
- 1969 : Tango, de Slawomir Mrozek, dirección de Torsten Sjöholm, Norrköping-Linköping stadsteater
- 1970 : Kung Johan, de Friedrich Dürrenmatt, dirección de Lars Gerhard Norberg, Norrköping-Linköping stadsteater
- 1973 : Gustaf III, de August Strindberg, dirección de Mimi Pollak, Norrköping-Linköping stadsteater
- 1973 : Änklingars hus, de George Bernard Shaw, dirección de Johan Falck, Norrköping-Linköping stadsteater
- 1973 : Drottningens juvelsmycke, de Carl Jonas Love Almqvist, dirección de Torsten Sjöholm, Norrköping-Linköping stadsteater
- 1978 : Dr Semmelweiss, de Jens Bjorneboe, dirección de Kåre Santesson, Stockholms stadsteater
- 1978 : Otelo, de William Shakespeare, dirección de Johan Bergenstråhle, Stockholms stadsteater
- 1979 : Platonov, de Antón Chéjov, dirección de Otomar Krejča, Stockholms stadsteater
- 1981 : Farmor och vår Herre, de Hjalmar Bergman, dirección de Eva Sköld, Malmö stadsteater
- 1983 : Las tres hermanas, de Antón Chéjov, dirección de Otomar Krejča, Stockholms stadsteater

### Director
- 1942 : Munken går på ängen, de Carl Gandrup, Nya teatern[2]
- 1942 : La Farsa de Maître Pathelin, de David Augustin de Brueys y Jean Palaprat, Skansens friluftsteater
- 1950 : Happy As Larry, de Donagh MacDonagh, adaptación de Åke Lindström, Helsingborgs stadsteater[3]
- 1951 : Casa con dos puertas, mala es de guardar, de Pedro Calderón de la Barca, Helsingborgs stadsteater[4]
- 1953 : Dial M For Murder, de Frederick Knott, Helsingborgs stadsteater[5]
- 1953 : La tête des autres, de Marcel Aymé, Helsingborgs stadsteater[6]
- 1953 : La ópera de los tres centavos, de Bertolt Brecht y Kurt Weill, adaptación de Curt Berg, Norrköping-Linköping stadsteater
- 1953 : Private lives, de Noël Coward, adaptación de Sonja Bergvall, Norrköping-Linköping stadsteater
- 1954 : Seagulls over Sorrento, de Hugh Hastings, adaptación de Herbert Wärnlöf, Norrköping-Linköping stadsteater
- 1954 : The Deep Blue Sea, de Terence Rattigan, adaptación de Eva Tisell, Norrköping-Linköping stadsteater
- 1954 : Litet bo, de Herbert Grevenius, Norrköping-Linköping stadsteater
- 1954 : The Marquise, de Noël Coward, adaptación de Elsa af Trolle, Norrköping-Linköping stadsteater
- 1954 : Le Bal des Voleurs, de Jean Anouilh, adaptación de Gustaf Bjurström y Tuve-Ambjörn Nyström, Norrköping-Linköping stadsteater
- 1954 : Dödsdansen, de August Strindberg, Norrköping-Linköping stadsteater
- 1955 : La fierecilla domada, de William Shakespeare, adaptación de Allan Bergstrand, Norrköping-Linköping stadsteater
- 1955 : Affairs of State, de Louis Verneuil, adaptación de Herbert Wärnlöf, Norrköping-Linköping stadsteater
- 1955 : Voulez vous jouer avec moi?, de Marcel Achard y Georges Vian Parys, adaptación de Claes Hoogland, Norrköping-Linköping stadsteater
- 1955 : El jardín de los cerezos, de Antón Chéjov, adaptación de Jarl Hemmer, Norrköping-Linköping stadsteater
- 1955 : Boys in Blue, de Lajos Lajtai y Lauri Wylie, Norrköping-Linköping stadsteater
- 1956 : Yes, my darling daughter!, de Mark Reed, adaptación de Elsa af Trolle, Norrköping-Linköping stadsteater
- 1956 : Melodi på lergök, de Lars-Levi Læstadius, Norrköping-Linköping stadsteater
- 1956 : El diario de Ana Frank, de Frances Goodrich y Albert Hackett, adaptación de Lill-Inger Eriksson y Göran O. Eriksson, Norrköping-Linköping stadsteater
- 1956 : Tartufo, de Molière, adaptación de Tor Hedberg, Norrköping-Linköping stadsteater
- 1956 : La posada del Caballito Blanco, de Hans Müller y Ralph Benatzky, adaptación de Kar de Mumma y Karl-Ewert, Norrköping-Linköping stadsteater
- 1957 : Gustav Vasa, de August Strindberg, Norrköping-Linköping stadsteater
- 1957 : Night of January 16th, de Ayn Rand, adaptación de Stig Torsslow, Norrköping-Linköping stadsteater
- 1957 : Fabian öppnar portarna, de Walentin Chorell, Norrköping-Linköping stadsteater
- 1957 : Pigmalión, de George Bernard Shaw, adaptación de Bengt Anderberg, Norrköping-Linköping stadsteater
- 1957 : Historia del soldado, de Igor Stravinskij y Charles-Ferdinand Ramuz, adaptación de Erik Lindegren, Norrköping-Linköping stadsteater
- 1958 : Paria, Den starkare y Leka med elden, de August Strindberg, Norrköping-Linköping stadsteater
- 1958 : Monsieur Lamberthier, de Louis Verneuil, adaptación de Lennart Lagerwall, Norrköping-Linköping stadsteater
- 1958 : Das Feuerwerk, de Erik Charell, Jürg Amstein y Paul Burkhard, adaptación de Britt G. Hallqvist, Norrköping-Linköping stadsteater; dirigida junto a Albert Gaubier
- 1958 : La Belle Marinière, de Marcel Achard, adaptación de Stig Torsslow, Norrköping-Linköping stadsteater
- 1958 : It’s never too late, de Felicity Douglas, adaptación de Lill-Inger Eriksson, Norrköping-Linköping stadsteater
- 1958 : Ricardo II, de William Shakespeare, adaptación de Johan Henrik Thomander y Carl August Hagberg, Norrköping-Linköping stadsteater; dirigida junto a Olof Widgren
- 1959 : Thermopyle, de H.C. Branner, adaptación de Jan Gehlin, Norrköping-Linköping stadsteater
- 1959 : Janus, de Carolyn Green, adaptación de Stig Ahlgren, Norrköping-Linköping stadsteater
- 1959 : Romancero, de Jacques Deval, adaptación de Stig Ahlgren, Norrköping-Linköping stadsteater
- 1960 : Madame Sans-Gêne, de Victorien Sardou y Émile Moreau, adaptación de Herbert Grevenius, Norrköping-Linköping stadsteater
- 1960 : Château en Suède, de Françoise Sagan, adaptación de Birgitta Hammar, Norrköping-Linköping stadsteater
- 1961 : Kristina, de August Strindberg, Norrköping-Linköping stadsteater
- 1961 : Nattkyparen, de Vilhelm Moberg, Norrköping-Linköping stadsteater
- 1961 : Kataki, de Shimon Wincelberg, adaptación de Carl-Olof Lång, Norrköping-Linköping stadsteater
- 1962 : La señorita Julia, de August Strindberg, Norrköping-Linköping stadsteater
- 1962 : Jeppe paa Bierget, de Ludvig Holberg, adaptación de Ebbe Linde, Norrköping-Linköping stadsteater
- 1962 : Loppmarknad, de Tore Zetterholm y Olle Adolphson, Norrköping-Linköping stadsteater
- 1963 : Woman in a Dressing Gown, de Ted Willis, adaptación de Göran O Eriksson, Norrköping-Linköping stadsteater
- 1964 : La robe mauve de Valentine, de Françoise Sagan, adaptación de Evert Lundström, Norrköping-Linköping stadsteater
- 1964 : Natural affection, de William Inge, adaptación de Lennart Lagerwall, Norrköping-Linköping stadsteater
- 1964 : Noche de reyes, de William Shakespeare, adaptación de Allan Bergstrand, Norrköping-Linköping stadsteater
- 1965 : In der Sache J. Robert Oppenheimer, de Heinar Kipphardt, adaptación de Vera Leiser y Erwin Leiser, Norrköping-Linköping stadsteater
- 1965 : Herr Fancy, de Arthur Johansson, Norrköping-Linköping stadsteater
- 1966 : Mallorca, Mallorca, de Gunnar Hoffsten y Bertil Norström, Norrköping-Linköping stadsteater
- 1966 : Der Meteor, de Friedrich Dürrenmatt, adaptación de Olof Molander, Norrköping-Linköping stadsteater
- 1966 : Gertrud, de Hjalmar Söderberg, Norrköping-Linköping stadsteater
- 1968 : El violinista en el tejado, de Joseph Stein, Jerry Bock y Sheldon Harnick, adaptación de Ola Nilsson y Bertil Norström, Norrköping-Linköping stadsteater
- 1969 : Cabaret, de John Kander, Fred Ebb y Joe Masteroff, Norrköping-Linköping stadsteater[7]
- 1970 : En månad på landet, de Iván Turguénev, adaptación de Elena Herzfeld, Norrköping-Linköping stadsteater
- 1971 : Celebration, de Tom Jones y Harvey Schmidt, adaptación de Stig Bergendorff, Norrköping-Linköping stadsteater
- 1971 : Chicken Soup With Barley, de Arnold Wesker, adaptación de Göran O Eriksson, Norrköping-Linköping stadsteater
- 1972 : West Side Story, de Arthur Laurents, Leonard Bernstein y Stephen Sondheim, adaptación de Urban Torhamn y Gösta Rybrant, Norrköping-Linköping stadsteater
- 1972 : Hoppsan i sängen, de Ray Cooney y John Chapman, adaptación de Torsten Ehrenmark, Norrköping-Linköping stadsteater
- 1973 : Brott och brott, de August Strindberg, Norrköping-Linköping stadsteater
- 1974 : Som smort, de Johan Bargum y Henrik Otto Donner, Norrköping-Linköping stadsteater
- 1975 : ¿Quién teme a Virginia Woolf?, de Edward Albee, adaptación de Sven Barthel, Norrköping-Linköping stadsteater